# Emiliano Zapata, Ixhuatán
Emiliano Zapata är en ort i Mexiko.   Den ligger i kommunen Ixhuatán och delstaten Chiapas, i den sydöstra delen av landet, 700 km öster om huvudstaden Mexico City. Emiliano Zapata ligger 852 meter över havet och antalet invånare är 297.
Terrängen runt Emiliano Zapata är bergig åt nordost, men åt sydväst är den kuperad. Runt Emiliano Zapata är det ganska tätbefolkat, med 80 invånare per kvadratkilometer. Närmaste större samhälle är Pueblo Nuevo Jolistahuacan, 17,8 km söder om Emiliano Zapata. I omgivningarna runt Emiliano Zapata växer i huvudsak städsegrön lövskog.